# 쑤이양구
쑤이양구(한국어: 휴양구, 중국어: 睢阳区, 병음: Suīyáng Qū)는 중화인민공화국 허난성 상추 시의 두 개의 시할구 중 하나이다. 넓이는 913km2이고, 인구는 2007년 기준으로 830,000명이다.

## 행정 구역
4개 가도, 4개 진, 10개 향을 관할한다.
- 가도: 古城街道, 文化街道, 东方街道, 新城街道.
- 진: 宋集镇, 郭村镇, 李口镇, 高辛镇.
- 향: , 古宋乡, 阎集乡, 冯桥乡, 坞墙乡, 包公庙乡, 娄店乡, 毛堌堆乡, 路河乡, 勒马乡, 临河店乡.